# Didugua modica
Didugua modica är en fjärilsart som beskrevs av Paul Dognin 1924. Didugua modica ingår i släktet Didugua och familjen tandspinnare. Inga underarter finns listade i Catalogue of Life.